# Gülsel Özkan

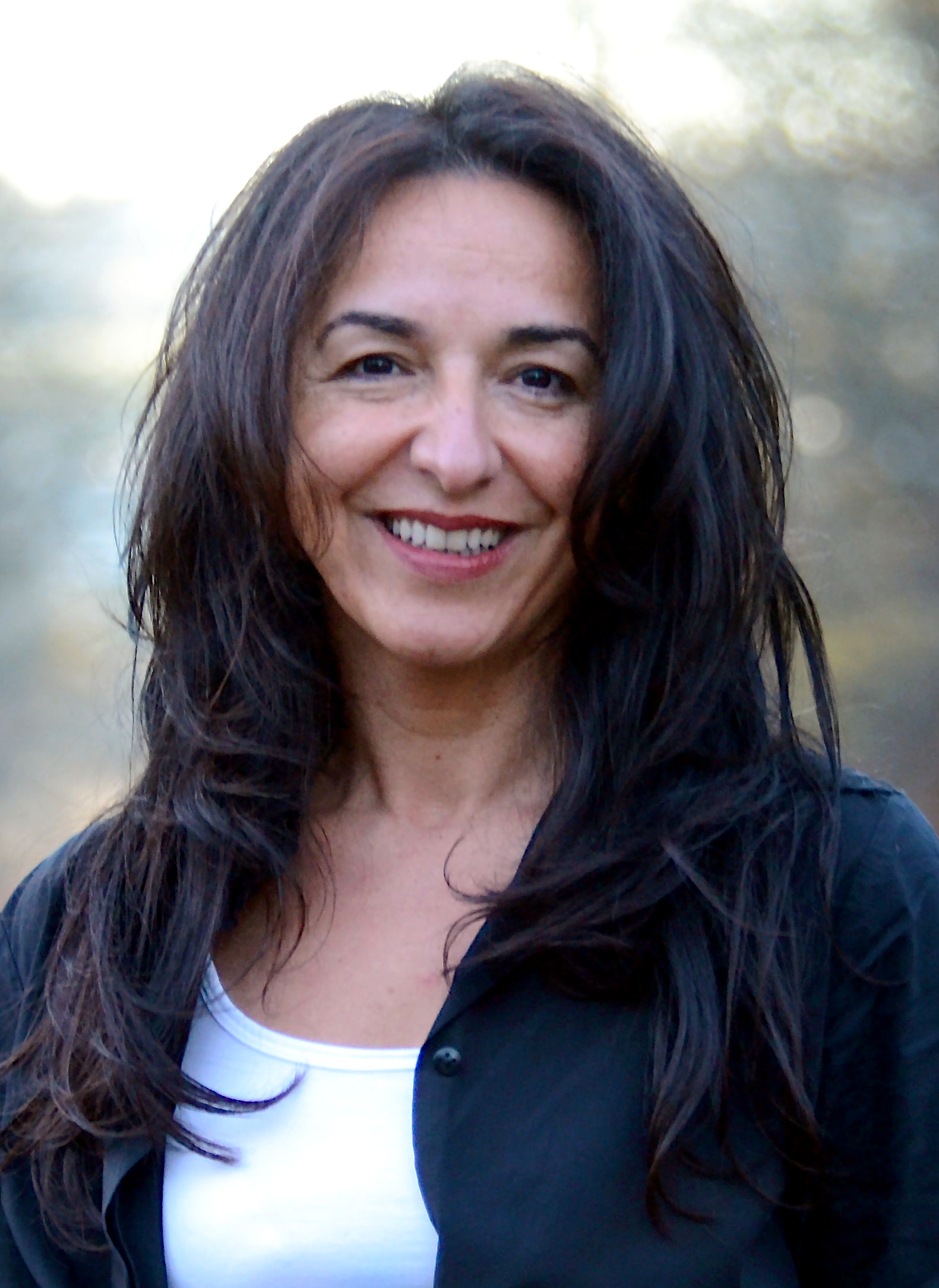
Gülsel Özkan (2015)

Gülsel Özkan (* 1966 in Malatya, Türkei) ist eine deutsche Filmregisseurin und Drehbuchautorin. Seit 1980 lebt sie in Deutschland.
Özkan begann 1987 ein Filmstudium an der Hochschule für bildende Künste in Hamburg, das sie mit Auszeichnung abschloss. Seit 1989 arbeitet sie als selbständige Filmemacherin, Dramaturgin und Produzentin und realisiert Dokumentationen und Features für ARD, arte, NDR, WDR, BR, DW Phönix, H3, MDR und SFB sowie internationale Sender wie Spanien TVE, 3sat und Planet Frankreich. Außerdem arbeitet Özkan als Regisseurin und Drehbuchautorin für Dokumentar- und Spielfilme. Ihre Filme wurden international ausgestrahlt und mehrfach nominiert.
Seit 2012 arbeitet Özkan gemeinsam mit Ludger Pfanz an neuen dramaturgischen Modellen. Mit Kombination klassischer Medien- und Filmdramaturgie entwickelten sie für neue digitale, multimediale, transmediale und interaktive Medien Storytelling für „Raum-Zeit-Erzählungen“ und „Raum-Zeit-Erlebnisse“.
Zudem ist Özkan als Jurymitglied und Jurypräsidentin bei nationalen und internationalen Festivals tätig, u. a. am Türk Film-Festival in Mannheim/Heidelberg, beim Öko–Filmfestival in Freiburg, African International Woman Filmfestival in Harare und dem VR-Festival in Nanchang.
Gülsel Özkan ist Geschäftsführerin der Future Design Company GmbH (zuvor Planet Film GmbH) sowie künstlerische Leiterin des Beyond Festivals, das seit 2011 in Karlsruhe stattfindet.

## Filmografie
- 2023: Griechen und Türken: Vertreibung und Trauma (Dokumentarfilm im Auftrag von NDR und Arte)[6]
- 2005: Greenpeace gegen Shell (Dokumentarfilm)
- 2002: Der Schwarzarbeiter (Kurzfilm)
- 1999: Waldeslust. Die Deutschen und der Wald
- 1999: Dornen in meinem Auge (Dokumentarfilm)
- 1997: Die Beschneidung
- 1997: Tai Chi Chuan (Dokumentarfilm)
- 1996: Das versteckte Gesicht
- 1996: Die Stimme des Himmels
- 1996: Las Américas (Dokumentarfilm)
- 1993: Dances with Tailings (Dokumentarfilm)
- 1992: El Oro Negro (Dokumentarfilm)
- 1992: Stumme Welten BRD (Dokumentarfilm)
- 1991: Que Todos se Levanten (Dokumentarfilm)
- 1989: Die neue Mauer (Dokumentarfilm)